# Oronne
Oronne es un pueblo de Polonia situado en Mazovia. Según el censo de 2021, tiene una población de 359 habitantes.
Está ubicado en el municipio (gmina) de Maciejowice, en el distrito (powiat) de Garwolin.  
Entre 1975 y 1998 perteneció al voivodato de Siedlce.